# Elumatec
Die elumatec AG ist ein Unternehmen, das Maschinen für die Bearbeitung von Aluminium-, Kunststoff- und Stahlprofilen herstellt. Es beschäftigt weltweit etwa 700 Mitarbeiter und erwirtschaftete 2023 einen Konzernumsatz von 144 Mio. Euro. Der Unternehmenssitz ist Mühlacker in Baden-Württemberg, elumatec hat Tochtergesellschaften und Händler in 50 Ländern. elumatec verzeichnet derzeit nach eigenen Angaben über 35.000 Kunden. Das Unternehmen gilt als Weltmarktführer. Für den Standort in Mühlacker besteht ein Haustarifvertrag mit der IG Metall.

## Geschichte
Das Unternehmen Eugen Lutz wurde 1928 von Eugen Lutz sen. in Dürrmenz, heute ein Stadtteil von Mühlacker, gegründet. In der von ihm betriebenen Gießerei wurden Leichtmetall-Sandgussteile hergestellt. Im Jahr 1930 begann in Mühlacker-Lomersheim die Fertigung von Maschinen unter der Markenbezeichnung „Elu“. Erstes Serienprodukt war die Elu-Tellerschleifmaschine MT 1.
1951 begann Elu, Maschinen für die Holzbearbeitung und Elektrowerkzeuge zu entwickeln und europaweit zu verkaufen Im gleichen Jahr kam die Motor-Handoberfräse MOF 11 mit Hochleistungs-Universalmotor auf den Markt, die europaweit verkauft wurde. Im Jahr 1959 gründete Elu mit Elu France die erste ausländische Tochtergesellschaft in Frankreich. Im Jahr 1966 wurden erstmals Maschinen für die Aluminium- und Kunststoff-Profilbearbeitung entwickelt, darunter die erste Generation der Kopierfräsen, die SAL 54. Ihre Nachfolger aus den 60er Jahren, die AS 70 und die AS 170, sind auch heute noch im Einsatz.
1967 entwickelte Elu die Tisch- und Gehrungssäge TGS 71 mit einem patentierten Schwenkmechanismus. Im Jahr 1972 kam die Doppelgehrungssäge DG 79 auf den Markt. Sie war die erste in Großserie gefertigte Doppelgehrungssäge für die handwerkliche und industrielle Produktion. Es folgten mit den Modellen DG 102 und DG 104 weitere Sägen für den Aluminiumbau, die in den 70er Jahren konkurrenzlos waren und bis heute verkauft werden. 1978 wurde die Doppelgehrungssäge DG 184 vorgestellt, die Schifterschnitte ermöglicht. 1979 wurde der Logistikbereich ausgebaut, die Firma nutzt nun ein computergesteuertes modernes Hochregallager.
1984 wurden die Sparten Elu-Elektrowerkzeuge und Elu-Holzbearbeitungsmaschinen an Black & Decker (heute Stanley Black & Decker) verkauft. Die Firmenmarke wurde von „Elu“ in „elumatec“ geändert.
1992 entwickelte elumatec das erste Stabbearbeitungszentrum. Das SBZ 130 begründet die automatische Bearbeitung und gilt als Vorreiter seiner Klasse. Im gleichen Jahr beginnt das Unternehmen sein Betriebsnetz auszudehnen. 1997 erweiterte elumatec sein Sägeprogramm um die Doppelgehrungssäge DG 244, eine Maschine, die Schnittvarianten und große Profile beherrscht. 1998 brachte elumatec das Zuschnittzentrum SBZ 610/03 auf den Markt. Als erste Maschine arbeitet dieses Stabbearbeitungszentrum für die Kunststoff-Profilbearbeitung profilunabhängig ohne Konterprofile. Diese Bauweise ermöglicht es, Profile schnell und günstig um- oder nachzurüsten.
2001 wurde die elumatec-Tochtergesellschaft elusoft GmbH gegründet. Sie entwickelt unter anderem die Software eluCad und die Software eluCloud für Stabbearbeitungszentren. Sie ermöglichen die automatisierte Programmierung von Fertigungsaufträgen sowie die Beschleunigung der maschinellen Arbeitsabläufe. 2023 erfolgte die Fusion von elusoft mit der CAMäleon Produktionsautomatisierungs GmbH.
2005 wurde der Neubau auf dem Unternehmensgelände fertig gestellt, der nun über 8.200 Quadratmeter Nutzfläche für Produktion und Verwaltung verfügt.
Im Juli 2013 meldete elumatec Insolvenz an. Im Zuge der anschließenden Sanierung des Konzerns wurde elumatec zum 1. Januar 2014 zur elumatec AG umfirmiert. Die elumatec Gruppe wurde restrukturiert und im Januar 2016 an die italienische Cifin Holding S.r.l., heutige Voilàp holding, verkauft. Mühlacker blieb Hauptsitz und Produktionsstandort.
2018 feierte elumatec sein 90-jähriges Jubiläum unter anderem beim Messeauftritt auf der Fensterbau Frontale 2018 in Nürnberg. Dort wurde unter anderem das 1000. Stabbearbeitungszentrum der Baureihe 6XX verkauft.
2022 eröffnete elumatec in Mühlacker ein Kunden-Infocenter mit einer 4.000 Quadratmeter großen Halle für Präsentationen, Schulungen und Tests.
Seit 2022 produziert und vertreibt elumatec Säge- und Bearbeitungszentren sowie Produkte für Montage und Logistik für die PVC-Bearbeitung unter dem Markennamen „someco“.

## Geschäftsführung, Standorte und Konzernstruktur
Aufsichtsratsvorsitzender der elumatec AG ist Valter Caiumi. Vorstand der elumatec AG ist seit Anfang 2024 Nebojsa Wosel. Zuvor hatten Paolo F. Bianchi (seit März 2021), Frank R. Keller (seit Juni 2019) und Ralf Haspel (2014 bis Juni 2019) diese Position inne.
elumatec unterhält ein Vertriebs- und Produktionswerk in Bosnien-Herzegowina sowie ein aus rund 30 Tochter- und Enkelgesellschaften bestehendes Vertriebs- und Servicenetzwerk in weltweit über 50 Ländern (Stand Dezember 2023).
Die elumatec Gruppe gehört vollständig zur italienischen Voilàp-Gruppe. Sie unterhält unter anderem folgende Tochterunternehmen (Stand April 2024):
Europa
- elumatec AG, Mühlacker-Lomersheim (100 %)
- elusoft GmbH, Dettenhausen (100 %)
- elumatec Swiss AG, Pfäffikon/Schweiz (100 %)
- elumatec United Kingdom Ltd., Milton Keynes/Großbritannien (100 %)
- elumatec Austria GmbH, Asten/Österreich (100 %)
- elumatec makine ve servis Ltd. Istanbul/Türkei (100 %)
- elumatec Skandinavien AB, Hisings B./Schweden (100 %)
- elumatec Norge AS, Stavern/Norwegen (100 %)
- elumatec Polska Sp. z.o.o., Września/Polen (100 %)
- elumatec Italia srl., Limidi di Soliera/Italien (100 %)
- OOO elumatec RUS, Moskau/Russland (99,9 %)
- elumatec Maschinen d.o.o., Bihac/Bosnien-Herzegovina (100 %)
- elumatec Maschinen sh.p.k., Vushtrri/Kosovo (100 %)
- elumatec d.o.o., Belgrad/Serbien (100 %)
- elumatec Bulgaria EOOD, Sofia/Bulgarien (100 %)
- elumatec Romania srl., Bukarest/Rumänien (100 %)
- elumatec d.o.o., Zagreb/Kroatien (100 %)
- elumatec France S.A.S., Betschdorf/Frankreich (100 %)
- elumatec CZ s.r.o., Jesenice/Tschechische Republik (100 %)
- elumatec Benelux B.V., Nieuwerkerk/Niederlande (100 %)

Asien/Afrika/Australien
- elumatec Australia Pty. Ltd., Wetherill Park/Australien (100 %)
- elumatec South Africa Pty. Ltd., Cape Town/Südafrika (100 %)
- elumatec India Pty. Ltd., Mumbai/Indien (100 %)
- elumatec Asia Pte. Ltd., Singapore/Singapur (100 %)
- elumatec Machinery (Shanghai) Co. Ltd.(100 %)
- elumatec (Malaysia) Sdn BhD (100 %)
- elumatec Korea Co. Ltd., Seoul/Südkorea (100 %)

USA/Südamerika
- Elumatec North America Inc., South Bend/USA (100 %)

## Produkte
Produkte von elumatec sind Stabbearbeitungszentren wie das SBZ 151 mit 6-Seiten-Bearbeitung. Es ermöglicht Fräsen, Bohren, das Schneiden und Fräsen von Gewinden sowie Klinken und Sägen. Das SBZ 151 kam etwa beim Bau der Kuppel des 2017 eröffneten Louvre Abu Dhabi zum Einsatz.
Zur Produktpalette von elumatec gehören:
- Stabbearbeitungszentren[33]
- Sägen (u. a. Doppelgehrungssägen, Ausklinksägen, Glasleistensägen)[34]
- Fräsen (u. a. 1-Spindel-Kopierfräsen, Ausklinkfräsen, Mehr-spindel-Kopierfräsen)[35]
- Eckverbindungspressen[36]
- Schweiß- und Verputzmaschinen (someco)[37]
- Software[38]